# 28ª Divisione fanteria "Aosta"
La 28ª Divisione fanteria "Aosta" fu una grande unità di fanteria del Regio Esercito durante la seconda guerra mondiale e, nel dopoguerra, dell'Esercito Italiano.

## Storia

### Costituzione
La Brigata "Aosta" fu costituita nell'ottobre 1831 con due reggimenti (1º e 2º Fanteria rinominati nel 1839 in 5º e 6º), fu utilizzata nelle tre guerre d'Indipendenza oltre che per la repressione del brigantaggio. Nel 1871, come tutte le brigate, è stata sciolta e ricreata di nuovo nel 1881, sempre con i reggimenti 5º e 6º Fanteria.
L'11 marzo 1926 è costituita la 28ª Divisione militare territoriale di Palermo, con il 22º Reggimento Artiglieria e la brigata "Aosta" (ridenominata XXVIII Brigata di Fanteria), cui era stato aggiunto anche l'85º Reggimento "Verona".
Questa divisione nel 1934 cambia nome in 28ª Divisione di fanteria "Vespri", cambiando di conseguenza anche nome alla brigata dipendente.

### Seconda guerra mondiale

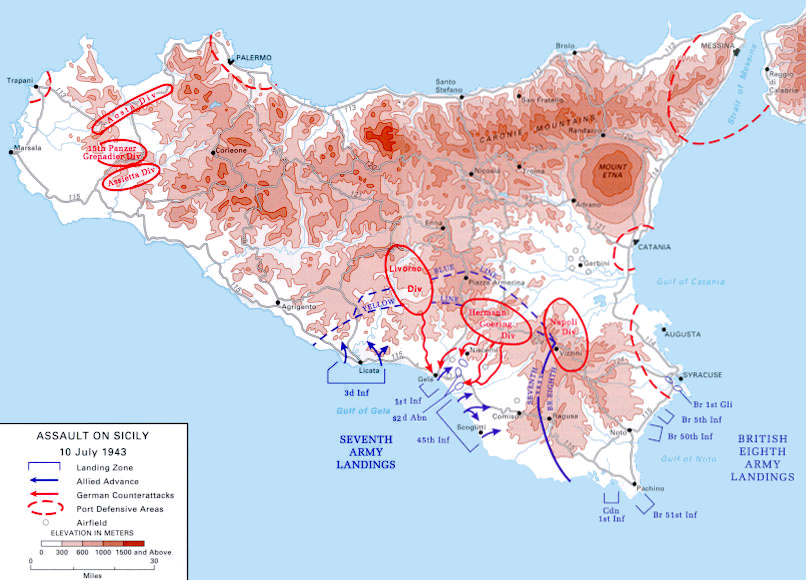
Dislocazione delle divisioni italiane al momento dello sbarco in Sicilia.

Nel '39 il nome è stato cambiato ancora in 28ª Divisione fanteria "Aosta" con alle dipendenze il 5º e 6º Reggimento fanteria e il 22º artiglieria; la grande unità perdette quindi l'85º Reggimento fanteria ma in seguito venne rinforzata dalla 171ª Legione CC.NN d'Assalto.
La grande unità venne dislocata nella zona sud-occidentale della Sicilia, in funzione anti-sbarco e nella sorveglianza degli aeroporti. Il 9 luglio 1943 iniziò lo sbarco in Sicilia e la divisione venne trasferita nella zona centrale dell'isola dove contribuì, insieme alla 26ª Divisione fanteria "Assietta", a rallentare le forze alleate che puntavano su Messina. La divisione venne attaccata dalle truppe americane nella battaglia di Troina, nel nord dell'isola. Durante il contrattacco italiano, il I battaglione/5º Reggimento del tenente colonnello Giuseppe Giaquinto catturò 40 prigionieri americani. I resti della divisione vennero evacuati sul continente tra il 9 ed il 12 agosto e trasferiti a Trento in attesa di ricostituzione. Dopo l'armistizio di Cassibile dell'8 settembre, la grande unità venne disarmata dalla Wehrmacht e venne sciolta in seguito alle vicende conseguenti l'armistizio.
Il 20 settembre 1944 l'Esercito Cobelligerante Italiano costituì in Sicilia, con i reggimenti della soppressa Divisione "Bari", la III e la IV Brigata sicurezza interna, che il 14 ottobre furono inquadrate nella ricostituita Divisione sicurezza interna "Aosta"

### Dopoguerra
Il 15 agosto 1946 la Divisione sicurezza interna "Aosta" venne riorganizzata in Brigata di fanteria "Aosta". Con l'espansione dell'Esercito Italiano all'inizio della Guerra fredda, la brigata venne trasformata il 1º febbraio 1948 in Divisione fanteria "Aosta", alle dipendenze dell'XI Comiliter di Palermo, inglobando parte dei reparti della Brigata fanteria "Reggio"
In seguito ad una revisione dottrinale, il 21 febbraio 1961 l'unità venne nuovamente ridotta a Brigata fanteria "Aosta".

## Ordine di battaglia
1940-1943
Comandante la fanteria divisionale: Gen. B. Umberto Marchesi dal 20 maggio 1942
- 5º Reggimento fanteria "Aosta"
- 6º Reggimento fanteria "Aosta"
- 171ª Legione CC.NN. d'Assalto
  - CLXVIII Battaglione CC.NN. "Ibla"
  - CLXXI Battaglione CC.NN. "Vespri"
  - 171ª Compagnia di supporto
  - 259ª Compagnia mitraglieri
- 22º Reggimento artiglieria "Vespri"
  - I Gruppo artiglieria
  - II Gruppo artiglieria
  - III Gruppo artiglieria
  - 328ª Batteria artiglieria contraerea
  - 365ª Batteria artiglieria contraerea
- XXVII Battaglione mortai da 81 mm
- 28ª Compagnia cannoni controcarro da 47/32
- XII Battaglione genio
  - 28ª Compagnia mista telegrafisti/marconisti
  - 68ª Compagnia genio
  - 114ª Compagnia lavoratori
  - 34ª Compagnia sit.
- 9ª Sezione sanità
- 28ª Sezione sanità
  - 204º Ospedale da campo
  - 205º Ospedale da campo
  - 206º Ospedale da campo
- 16ª Sezione panettieri
- 35ª Sezione panettieri
- 82ª Sezione CC.RR.
- 83ª Sezione CC.RR.

1944-1946
- 3ª brigata di sicurezza
  - 5º reggimento fanteria "Aosta"
  - 6º reggimento fanteria "Aosta"
- 4ª brigata di sicurezza
  - 139º reggimento fanteria "Bari"
  - 22º reggimento artiglieria da campagna
- 28º battaglione genio

1948-1961
- 5º Reggimento fanteria "Aosta" (Messina)
  - I Battaglione fanteria
  - II Battaglione fanteria
- 6º Reggimento fanteria "Aosta" (Palermo)
  - III Battaglione fanteria
  - IV Battaglione fanteria
- 45º Reggimento fanteria "Reggio" (Catania)
  - I Battaglione fanteria
  - II Battaglione fanteria
- 46º Reggimento fanteria "Reggio" (Palermo)
  - III Battaglione fanteria
  - IV Battaglione fanteria
- 22º Reggimento artiglieria campale (Palermo)
  - I Gruppo artiglieria
  - II Gruppo artiglieria
- 24º Reggimento artiglieria campale (Messina)
  - I Gruppo artiglieria
  - II Gruppo artiglieria
- XI Battaglione genio
- 11ª Compagnia trasmissioni

## Comandanti

### 1939-1943
- Gen. D. Mario Arisio
- Gen. D. Pietro Maletti (1939 - 9 giugno 1940)
- Gen. B. Federico D'Arle (dal 10 giugno 1940 - 30 aprile 1942)
- Gen. D. Brunetto Brunetti (1º maggio - 4 ottobre 1942)
- Gen. D. Luigi Manzi (5 ottobre 1942 - 3 aprile 1943)
- Gen. D. Giuseppe Romano (4 aprile - 9 settembre 1943)

### 1944-46
- Gen. Brig. Giuseppe Castellano
- Gen. Brig. Silvio Brisotto
- Gen. Div. Giulio Vanden Heuvel
- Gen. Div. Lazzaro Maurizio De Castiglioni

### 1948-61
- Gen. Div. Francesco Sclavofanti dell'Aosta
- Gen. Div Livio Bonelli (1º febbraio 1948 - 18 maggio 1949)
- Gen. Div. Cesare Lovera di Maria
- Gen. Div. Valentino Babini
- Gen. Div. Aldo Gandin
- Gen. Div. Giovanni Cassino
- Gen. Div. Umberto Broccoli
- Gen. Div. Lodovico Malavasi
- Gen. Div. Gino Bernardini
- Gen. Div. Guido Chiavarino
- Gen. Div. Giuseppe Cittadini
- Gen. Div. Giuseppe Massaioli
- Gen. Div. Amleto Pesce
- Gen. Brig. Agostino Uberti (int.)
- Gen. Div. Salvatore Mancuso[4]